# Metropolia chanty-mansyjska
Metropolia chanty-mansyjska – jedna z metropolii Rosyjskiego Kościoła Prawosławnego, z siedzibą w Chanty-Mansyjsku. Obejmuje obszar Chanty-Mansyjskiego Okręgu Autonomicznego – Jugra.
Utworzona 25 grudnia 2014 postanowieniem Świętego Synodu Rosyjskiego Kościoła Prawosławnego. W jej skład wchodzą dwie eparchie: chanty-mansyjska i jugorska.
Pierwszym zwierzchnikiem metropolii został metropolita chanty-mansyjski i surgucki Paweł (Fokin).